# Пуста река (притока Јужне Мораве)
Пуста река је лева притока Јужне Мораве. Њен извор налази се испод Шопота, највишег врха планине Радан. Настаје спајањем Куртишке, Статовачке и Драгоделске реке у засеоку Крушкар. Дужина Пусте реке износи 71 km, а површина слива 569 km². Припада Црноморском сливу. 
Долина Пусте реке није исте ширине и дубине на целом њеном току. До села Славника тече кроз ужу долину, дубоку 100-150 m. У овом делу долине има карактер бујице, са коритом пуним великих стеновитих блокова. Низводно од села Драговца долина јој се шири јер улази у Лесковачку котлину. У овом делу долине корито јој је извијугано и плитко и при већим водама она се излива и плави пространо Бојничко поље. 
Међу притокама најдужа је Каменичка река (22 km). Она Пустој реци притиче са десне стране, у Бојнику, и представља типичан бујични ток. Највећи део слива Пусте реке припада општинама Бојник и Дољевац. Она се улива у Јужну Мораву код Дољевца, у близини ушћа Топлице. Пуста река је 60-их година преграђена у свом горњем току, и створена је вештачка акумулација, Брестовачко језеро. Раније се Пуста река називала Подгора. На простору око 330 km² око речног тока простире се истоимена област. 
Просечна густина речне мреже у сливу Пусте реке износи 888 m/km² што је мање него код осталих река Лесковачке котлине, Јабланице и Ветернице. Узроци овако мале густине речне мреже су количина падавина у сливу (681 mm), велика енергија рељефа у планинском и знатно распрострањење неогених језерских седимената у осталом делу слива.

## Речни режим
Основна хидролошка особина Пусте реке је неуједначеност њеног режима. Средњи годишњи протицај износи само 2,3 m³/s , али се у периоду високих вода он вишеструко повећава. Тако је 6. фебруара 1963. године износио чак 178 m³/s . У просеку сваке седме године корито реке пресушује. У целини слив је сиромашан водом. Од укупно излучених падавина отиче само 19% воде, односно са 1 km² слива 4,1 l/s.